# Казанский собор (Феодосия)
Собор Казанской иконы Божией Матери (Казанский собор) — православный храм в городе Феодосия, кафедральный собор Феодосийской епархии Русской православной церкви. Возведён в начале XX века в традициях русско-византийского стиля.

## История собора

### Строительство собора

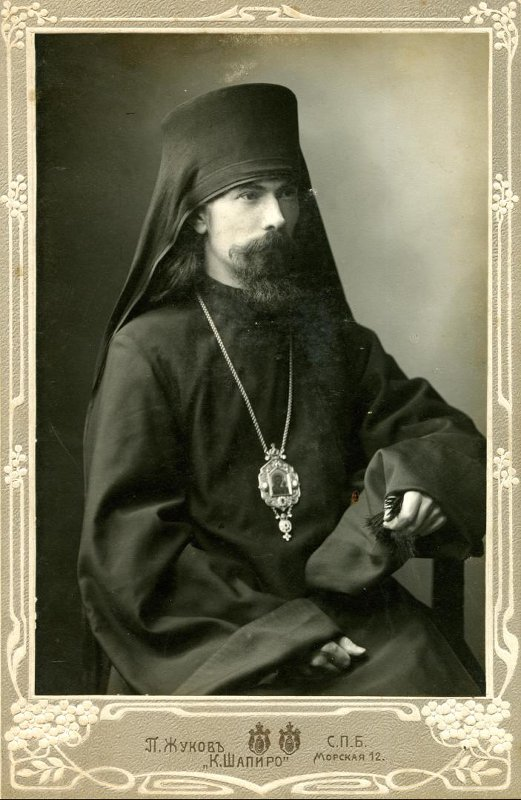
Епископ Ямбургский Феофан

Староста Санкт-Петербургского Казанского собора граф Николай Гейден в 1887 году передал свою дачу «Кафа» в Феодосии в ведение Топловского Свято-Троице Параскевиевского монастыря, и позже она получила название Казанского подворья Топловского монастыря. 24 февраля 1890 года Священным Синодом РПЦ этот дар Гейдена был утверждён за Топловским монастырём «для устройства церкви во имя Казанской иконы Божией Матери и начальной школы для девочек».
Рядом с дачей жители города выделили в 1892 году участок земли, где должны были построить храм в память чудесного спасения царской семьи при крушении поезда 17 октября 1888 года. Однако денег на строительство храма у феодосийцев не было. Баронесса Мария Фредерикс и организатор одной из первых в России Общин сестер милосердия Марфа Сабинина подарили городу переносную церковь, которая ранее находилась в южнобережном имении Кастрополь. Церковь была освящена епископом Мартинианом в честь великомученика и целителя Пантелеимона.
26 июля 1890 года из Топловской обители в Феодосию был проведён крестный ход с иконой Казанской Божией Матери, что впоследствии стало ежегодной традицией. Традиция проведения крестных ходов прекратилась в советское время.
В 1907 году деревянная церковь Топловской обители была разобрана, а вместо неё было начато строительство каменного собора во имя Казанской иконы Божией Матери. Строительство велось по проекту феодосийского архитектора Генриха Кейля в традициях русско-византийского стиля. Собор был освящён в 1911 году при участии епископа Таврического и Симферопольского Феофана.

### Собор в годы советской власти
После начала Гражданской войны, в 1919 году, весь Топловский монастырь, его подворье, храмы и прочие строения были разграблены, а многие его святыни оказались утрачены.
В начале Великой Отечественной войны на подворье находился 12 армейский пункт сбора советских военнопленных. До 1943 года монастырь пребывал в запустении, а в период немецкой оккупации он оказался открыт с целью проведения богослужений для войск румынского подразделения. После вступления в Феодосию советских войск в апреле 1944 года в храме была возобновлена постоянная церковная служба.
На протяжении 1950—1960-х гг. по инициативе симферопольского архиепископа и крымского святителя Луки осуществлялось обновление собора художественными росписями, наполнение церковной утварью. Проводились также торжественные литургии. В этот период в храме служили протоиереи Иоанн Калишевич и Григорий Безталанный. С 1967 года по 2009 год настоятелем собора являлся отец Анатолий Чепель.

### Современное состояние

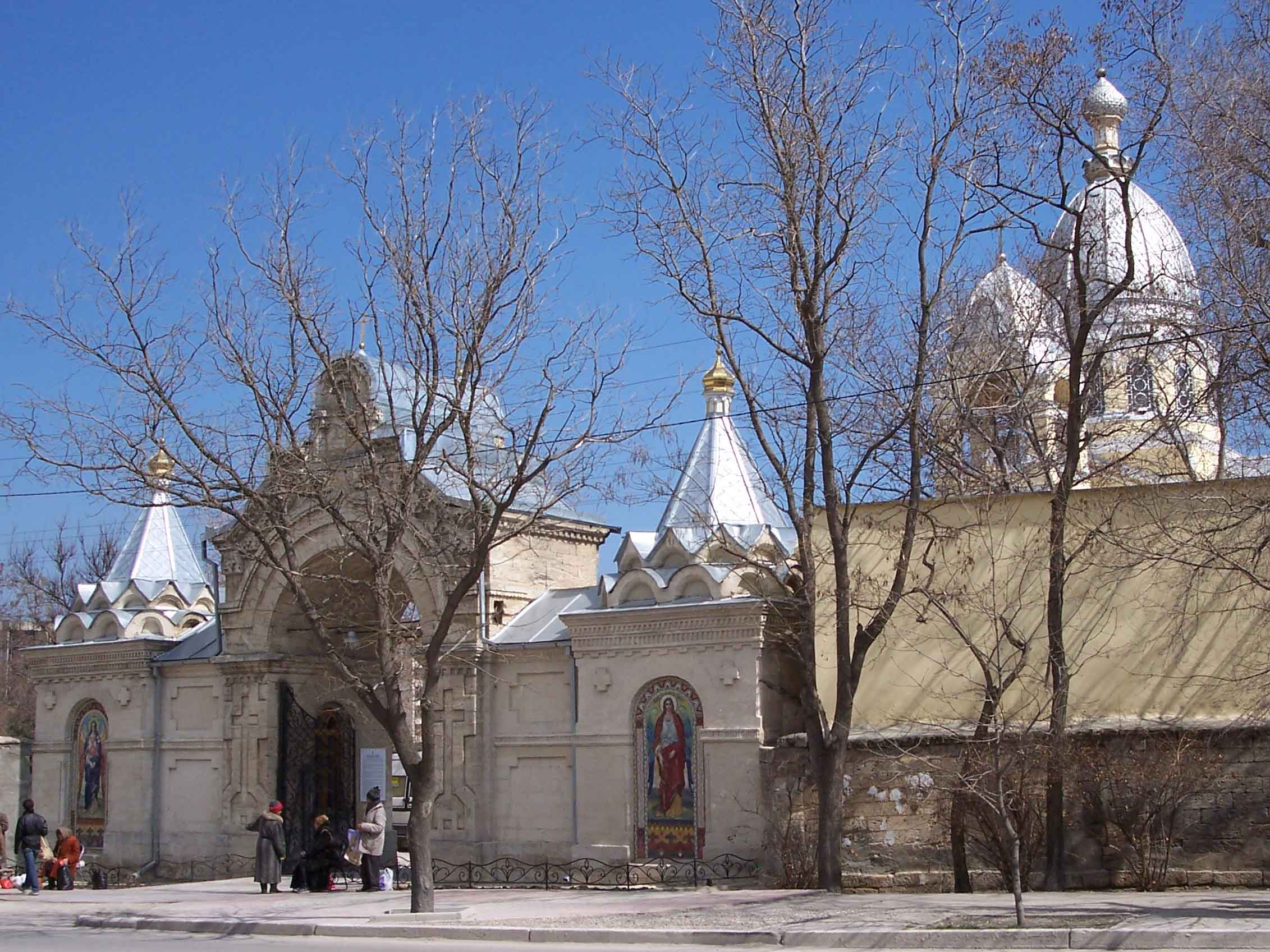

В 2004 году по инициативе игумении Параскевы, настоятельницы Топловского монастыря, и по благословению Митрополита Симферопольского и Крымского Лазаря была восстановлена традиция крестных ходов с иконой Казанской Божией Матери из Топловской обители в Феодосию.
С 2009 года настоятелем собора является протоиерей Василий Бай.
В 2011 году в честь столетия собора в нём была проведена реконструкция, был укреплён фундамент ограды, запланировано мощение внутренней территории плиткой и постройка пандуса для инвалидов.
В связи с образованием самостоятельной Феодосийско-Керченской епархии, Казанский собор становится кафедральным храмом новой епархии.

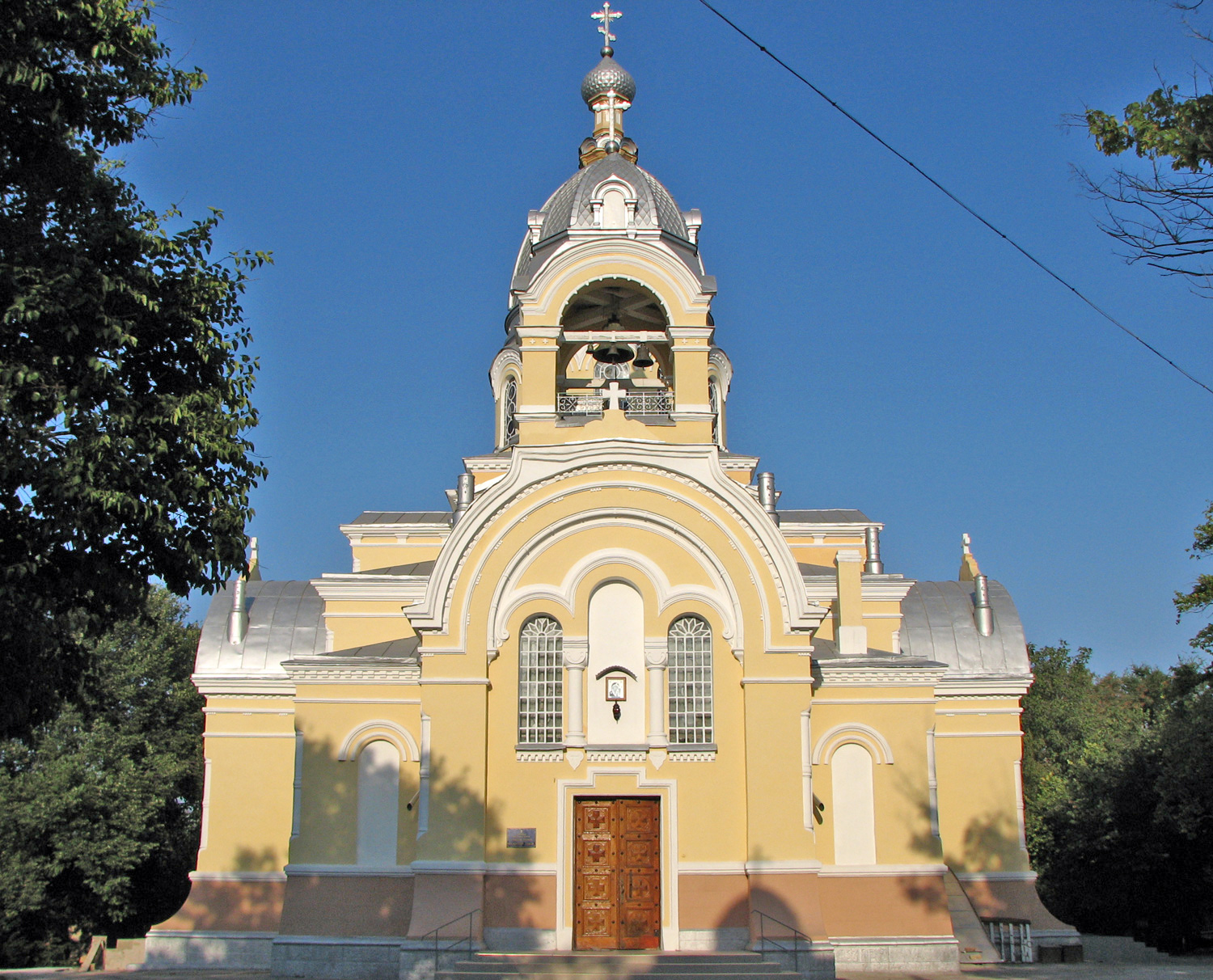

## Архитектура собора
Отмечается лёгкость и изящность архитектурного облика собора, создаваемая полукруглыми завершениями стен, тонкими колоннами в углах здания. Купол здания выполнен в византийском стиле и напоминает шлем русского воина. Световой барабан содержит десять арочных окон. Внутреннее убранство собора рассматривается как достаточно богатое, в частности, таковой является его художественная роспись, в которой представлены евангельские сюжеты с изображениями Иисуса Христа и Девы Марии, Святых Великомучениц Екатерины и Варвары, а также Святого Великомученика Пантелеймона. Алтарь обрамлён богатым иконостасом, со сторон которого расположены Святые образа Казанской иконы Божией Матери, Пресвятой Троеручницы, Пресвятой заступнице Путешествующих, Тихвинской иконы Божией Матери.